# Geissorhiza ramosa
Geissorhiza ramosa är en irisväxtart som beskrevs av Ker Gawl. och Friedrich Wilhelm Klatt. Geissorhiza ramosa ingår i släktet Geissorhiza och familjen irisväxter. Inga underarter finns listade i Catalogue of Life.